# Placówka Straży Celnej „Zimna”

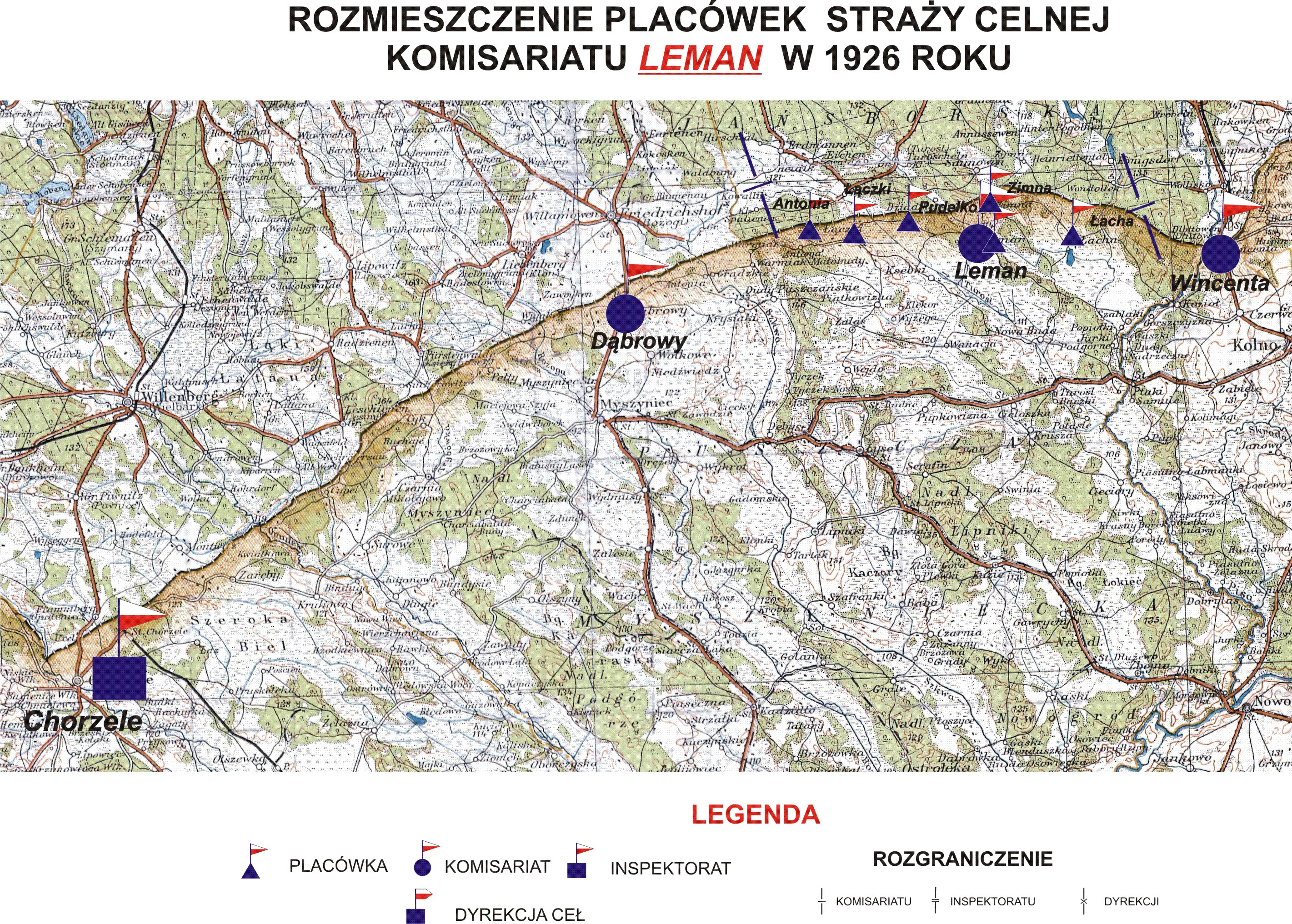
Rozmieszczenie placówek SC komisariatu "Leman" w 1926 roku

Placówka Straży Celnej „Zimna” – jednostka organizacyjna Straży Celnej pełniąca w okresie międzywojennym służbę ochronną na granicy polsko-niemieckiej.

## Formowanie i zmiany organizacyjne
Na wniosek Ministerstwa Skarbu, uchwałą z 10 marca 1920 roku, powołano do życia Straż Celną. Od połowy 1921 roku jednostki Straży Celnej rozpoczęły przejmowanie odcinków granicy od pododdziałów Batalionów Celnych. W 1921 roku w Lemanie stacjonował sztab 1 kompanii 1 batalionu celnego. 1 kompania celna wystawiła między innymi placówkę w Zimnej. Proces tworzenia Straży Celnej trwał do końca 1922 roku. Placówka Straży Celnej „Zimna” weszła w podporządkowanie komisariatu Straży Celnej „Leman” z Inspektoratu SC „Chorzele”.
W drugiej połowie 1927 roku przystąpiono do gruntownej reorganizacji Straży Celnej. W praktyce skutkowało to rozwiązaniem tej formacji granicznej. Ochronę północnej, zachodniej i południowej granicy państwa przejęła powołana z dniem 2 kwietnia 1928 roku Straż Graniczna.
Rozkazem nr 1 z 12 marca 1928 roku w sprawach organizacji Mazowieckiego Inspektoratu Okręgowego Naczelny Inspektor Straży Celnej gen. bryg. Stefan Pasławski określił strukturę organizacyjną komisariatu SG „Kolno”. Placówka Straży Granicznej I linii „Zimna” znalazła się w jego strukturze.

## Służba graniczna
Sąsiednie placówki
- placówka Straży Celnej „Łacha” ⇔ placówka Straży Celnej „Leman” – 1926[10]

## Funkcjonariusze placówki
Kierownicy placówki
| stopień    | imię i nazwisko, numer     | okres pełnienia służby | kolejne stanowisko |
| ---------- | -------------------------- | ---------------------- | ------------------ |
| przodownik | Pankracy Jaroszyński (306) | był w 1926             |                    |

Obsada personalna placówki w 1926:
- przodownik Pankracy Jaroszyński (306)
- strażnik Jan Kuliś (544)
- strażnik Stanisław Smyrd (1026)
- strażnik Stanisław Truszkowski (1068)
- strażnik Teodor Wronowski (339)